# Eli Matheson
Eli Matheson (Lithgow, 12 juli 1983) is een Australisch hockeyer.
Matheson kwam uit voor de Australische hockeyploeg en maakte onder meer deel uit van de selectie die op de Olympische Spelen 2008 de bronzen medaille pakte. Tijdens het toernooi om de Champions Trophy 2008 in Rotterdam werd goud behaald. In de Nederlandse Hoofdklasse speelde Matheson sinds 2008 bij Pinoké en stapte in 2011 over naar Laren. Na drie jaar bij Laren vertrok Eli Matheson in 2014 naar Schaerweijde.